# Kyivstoner
Kyivstoner (Київстонер, також відомий як FEARMUCH, «Бюджетный Гай Ричи», Корреспондент Радужный та Неизвестность), справжнє ім'я Альбе́рт Вікторович Васильєв — український відеоблогер та репер з Києва. Колишній учасник проєкту «Грибы». 

## Життєпис
Справжнє ім'я Київстонера — Альберт Васильєв. Народився в 1991 році та проживав до 20-ти років у місті Київ. Навчався в коледжі у місті Санта-Моніка, США. У 2013 році поступив на режисерський факультет. Під час навчання почав знімати невеличкі гумористичні відео в стилі «Vine». Відкрив свій канал в YouTube «Бюджетный Гай Ричи», на якому публікував свої скетчі та монологи, де сам же відігравав усі ролі. Короткі відео містили абсурдні сюжети, побудовані навколо звичайних, для будь-якого жителя міста, ситуацій і також містили багато ненормативної лексики.
Проживши п'ять з половиною років в Сполучених Штатах, повертається в Україну та стає частиною проекту «Гриби». У складі гурту «Гриби» Київстонер створював фірмові скетчі, що входили до складу кліпів групи, які стали однією з «фішок» проекту. Також працював з публікою під час живих виступів.
Не зважаючи на велику популярність «Грибів», що стали одним з головних відкриттів 2016 року, у лютому 2017 року Київстонер покидає «Гриби» та оголошує про початок сольної кар'єри. За словами Київстонера, головною причиною стало погіршення атмосфери всередині проекту. Новий проект Альберта отримує назву «Неизвестность». Ще в січні публікується сольний трек «Я не против», потім ще один, а в березні виходить дебютний диск «Хайпаголик». Крім Київстонера, в записі альбому бере участь київський бітмейкер Hustla Beats.
Під час масштабного кіберспортивного турніру «The Kiev Major», що проходив в Києві у квітні 2017 року, Київстонер став спеціальним кореспондентом української кіберспортивної організації Natus Vincere.
Разом з російським реп-виконавцем Баста є співведучим сучасного ток-шоу GazLive на каналі YouTube.
11 травня 2020 року реперка Alyona Alyona презентувала музичне відео на пісню «Рятувальний круг», яку вона записала спільно з Kyivstoner.
Взяв участь у телевізійному шоу «Маскарад» на телеканалі «1+1», в якому був у костюмі персонажа «Мумія», який розсекретили у другому випуску.
Довгий час працював у Росії, після 2022 року проживає у США.

## Дискографія

### Студійні альбоми
2017:
- Хайпаголик
- Хайпаголик 2

2018:
- Banger

### Синґли
- «Лето» (2018)
- «Рятувальний круг» (2020)